# Palpita margaritacea
Palpita margaritacea là một loài bướm đêm trong họ Crambidae.